# Oterleek
Oterleek is een dorp in de gemeente Alkmaar, in de provincie Noord-Holland. Het dorp ligt binnen de Westfriese Omringdijk en het dorp kan daarom tot West-Friesland gerekend worden.
Het ligt circa vijf kilometer ten oosten van Alkmaar. Nog voor de inpoldering van de Schermer en de Waert (na inpoldering polder de Heerhugowaard) lag Oterleek op een eiland langs de Huygen Dijck tussen beide meren in.
Bij Oterleek bevindt zich sinds de jaren 20 een transformatorstation dat een belangrijk knooppunt vormt in de elektriciteitsvoorziening van Noord-Holland ten noorden van het Noordzeekanaal.
Het dorp ligt tegenwoordig op slechts enkele kilometers afstand van de nieuwste uitbreidingswijken van Heerhugowaard. Vroeger was de afstand tussen beide plaatsen aanzienlijk groter. Het rustige karakter van het dorp zou deels verloren kunnen gaan als Heerhugowaard verder uitbreidt richting Oterleek.

## Geschiedenis
Oterleek is tijdens het Spaanse beleg van Alkmaar in opdracht van Diederik Sonoy grotendeels afgebrand. Sonoy verdacht de inwoners van het dorp ervan samen te werken met de Spanjaarden. Tussen Oterleek en de Schermer bevindt zich een hefbrug over de Schermerringvaart. Vlak naast deze brug staat de korenmolen De Otter.
Tot 1 augustus 1970 was Oterleek een zelfstandige gemeente. En tot en met 31 december 2014 was Oterleek onderdeel van de gemeente Schermer. Op 1 januari 2015 ging de plaats samen met de gemeente op in de gemeente Alkmaar.

## Geboren in Oterleek
- Gerard du Prie (1937-2020), powerlifter
- Jacob Gelt Dekker (1948-2019), zakenman
- Steven Rooks (1960), wielrenner
- Annejet van der Zijl (1962), schrijfster

## Galerij

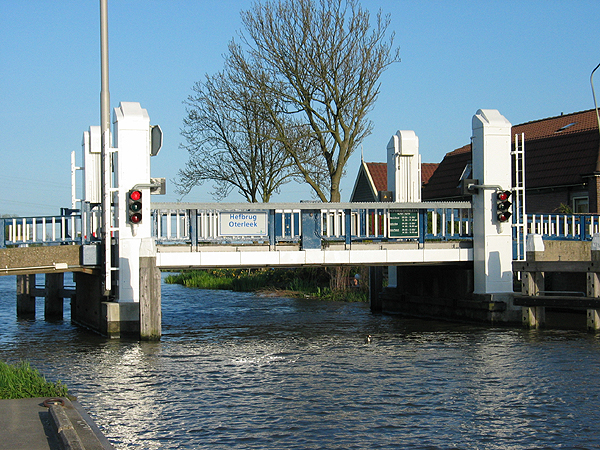
De hefbrug
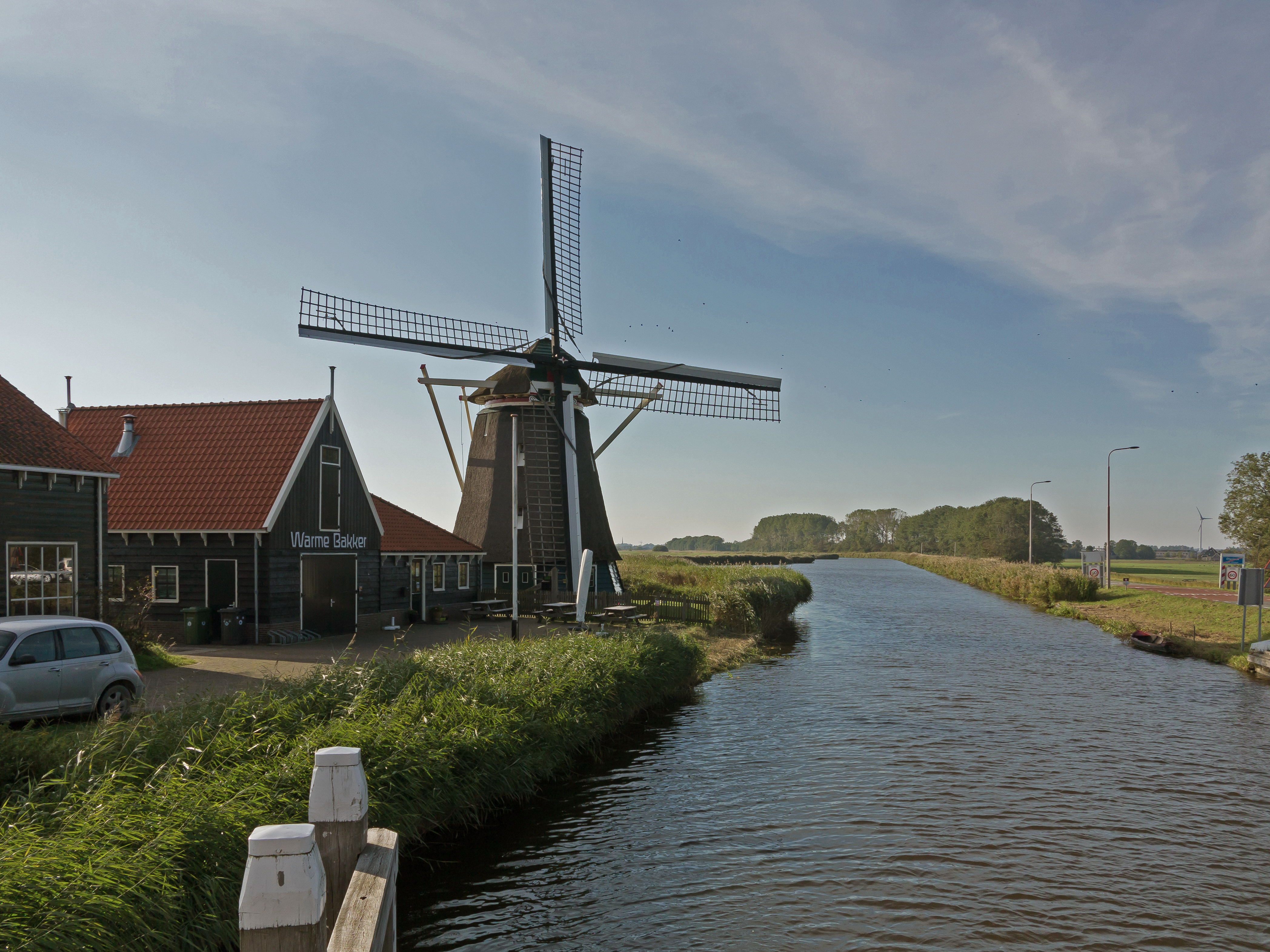
Korenmolen De Otter

Stad: Alkmaar     

Dorpen: Driehuizen · Graft · Grootschermer · Koedijk (deels) · Markenbinnen · Noordeinde · Oost-Graftdijk · Oterleek · Oudorp · De Rijp · Schermerhorn · Starnmeer · Stompetoren · Ursem (deels) · West-Graftdijk · Zuidschermer 

Buurtschappen: Bergermeer · Kogerpolder (deels) · Omval · Nieuwpoort · De Nollen · De Weijdt 

Noord-Holland: Steden en dorpen      Nederland: Provincies · Gemeenten